# 窥视秀
窥视秀是指人們通过孔洞觀賞的现场性爱表演或色情片。看這些色情表演需要付費。孔洞旁邊有投币設備，顧客可以在設備裡面投幣，或者前往指定柜台購買門票。